# Bolitoglossa guaneae
Bolitoglossa guaneae é uma espécie de anfíbio caudado da família Plethodontidae. Está presente na Colômbia. A UICN classificou-a como vulnerável.